# Viscera Cleanup Detail
Viscera Cleanup Detail(邦題：ヴィサァラ クリーンアップ ディテール)は、南アフリカのゲーム会社ルーン・ストームが製作・販売しているコンピュータゲームである。
シミュレーションゲームである本作は、エイリアンの侵略の後始末をする内容となっている。本作は2014年4月4日にSteamにてアーリーアクセスとして公開された後、2015年10月23日に正式配信された。略称は『VCD』。

## システム
本作において、プレイヤーは宇宙ステーションの清掃員となり、指定された作業をこなしながらエイリアンの襲撃の後始末をしていく。
作業には、ごみ捨てや、遺体などの処分、機材の修繕・補充といったものから、血や足跡などをモップで拭き取ったりするもののほか、ボーナス扱いのものもある。モップはひと拭きするだけで汚れが落ちるが、時々バケツで水洗いをする必要がある。清掃が終わった後は、探知機を使って汚れやごみが残っていないか確認する。
時間制限はなく、いつでも作業を切り上げることはできるが、必要な作業を実施していない場合はペナルティが課せられる。また、スコアが75%を切っている場合は解雇扱いとなり、コレクションルームに相当する"The Office"内のアイテムはすべて消失する。

## 関連作品

### スタンドアロン拡張パック
本作には背景設定の異なる2つのスタンドアロン拡張パックが存在する。
2013年10月11日には、 Devolver Digitalより'Viscera Cleanup Detail: Shadow Warriorが発売された。
同作は、Flying Wild Hogの『シャドウ・ウォーリアー』の第1ステージの舞台である寺院をもとにしており、主人公Lo Wangの戦いの後始末をする内容となっている。
2013年12月23日には、Viscera Cleanup Detail: Santa's Rampageが配信された。同作は北極にあるサンタクロースの仕事場を舞台としており、狂気に陥ったサンタクロースがエルフやトナカイを皆殺しにした現場を後始末する内容となっている。

### DLC
正式発売前の2015年7月17日、本編・および拡張パック内のラジオで聞ける音楽などを収録したサウンドトラックが配信された。
正式発売直前の2015年10月29日、ハロウィーンを題材としたDLCViscera Cleanup Detail: House of Horrorが配信された。同DLCでは、未解決の大量殺人事件があった民家を舞台としており、プレイヤーは清掃だけでなく、事件の解決も求められる。
2018年12月10日には、DLCViscera Cleanup Detail: The Vulcan Affairが配信された。同DLCでは、世界征服を阻止されたスーパーヴィランの基地の後始末をする内容となっている。

## 開発
本作のα版は、ルーン・ストームの社内ゲームジャムで10日の間に制作されたものであり、2013年の時点では初期のプロトタイプの段階にあった。

## 評価
チャズ・エヴァンスは、The A.V. Clubに寄せた記事の中で、本作を暴力がもたらした結果に重きを置いたFPSだと評価した 。
Rock, Paper, Shotgun のフィリッパ・ウォーは本作の正式版を2015年のベストゲームのうちの一つに選定し、翌年の記事では、マルチプレイは仲間とわいわい楽しむだけでなく、いかにして平凡な仕事をやっていくか学ぶ内容となっていると話している。
フリーライターの龍田優貴はEngadgetに寄せた記事の中で、「時間こそかかりますが、心を込めて掃除に取り組むカタルシスは何物にも代え難いものがあります。」と評価し、面倒に見える掃除用具の手入れもリアルさに一役買っていると述べている。
ishigennはGame*Sparkの「2013*年末企画『大作に埋もれた良作ゲーム』TOP10」という企画の中で、本作を10位に入れ、「「映画『エイリアン』で殺戮が終わった後の宇宙船は誰が綺麗にしたんだ？」という疑問に答えた画期的な一人称視点SF清掃シム。」としている。また、ishigennは本作が文字通りの作業ゲーだとしつつも、仕事を効率よくこなすのが好きな人にはお勧めだとしている。